# Rödvide
Rödvide (Salix purpurea) är en buske som blir en till två meter hög inom videsläktet och familjen videväxter. Rödvide har en rödbrun glänsande bark, de unga kvistarna är kala och dess lansettlika blad blir omkring fem centimeter långa. Ovansidan på dess blad glänsande mörkgröna och dess undersida är blekt blågröna. Bladskaften är korta, kala och saknar både körtlar och stipler. Rödvide blommar från april till maj med hängen som är upprätta, korta, vitludna och sitter oskaftade längs kvistarnas sidor. 
Rödvide är en buske eller ett litet träd som blir 6 till 8 meter högt.

## Utbredning
Arten förekommer i stora delar av västra, centrala och östra Europa fram till Baltiska staterna, Belarus och Ukraina. I stora delar av Irland, i Skottland och i Estland är rödvide troligtvis introducerad. Arten växer i låglandet och i bergstrakter upp till 2500 meter över havet.
Rödvide är ursprungligen odlad, men som förvildats och naturaliserats i Sydsverige. Den återfinns vanligtvis i diken, på stränder och fuktängar. Rödvide härstammar från Centraleuropa. Första fynduppgift är från Skåne och publicerades av Linné 1751. 
I USA blev arten införd och den används där som biobränsle. Delar av växten brukas för att väva korg eller i den traditionella medicinen.

## Hot
För beståndet är inga hot kända. Hela populationen bedöms som stor. IUCN listar arten som livskraftig (LC).